# روبرت كوفاتش
روبرت كوفاتش (بالكرواتية: Robert Kovač)‏، من مواليد 6 أبريل 1974 في برلين في ألمانيا، لاعب كرة قدم كرواتي.

## مسيرته الكروية
لعب روبرت كوفاتش خلال مسيرته الاحترافية مع 7 أندية في عشرون موسمًا وسجل خلالها 15 هدفًا ضمن 453 مباراة. حيث فاز في ثلاثة مواسم بالكأس وفي أربعة مواسم بالدوري.
خاض روبرت كوفاتش مسيرته مع هيرتا زيهلندورف في موسم 1991–92 ليلعب معه أربعة مواسم، مشاركًا في 112 مباراة سجل خلالها 12 هدفًا. ثم انتقل إلى نادي نورنبرغ في موسم 1995–96 لمدة موسم واحد، حيث شارك في 33 مباراة سجل خلالها هدفًا واحدًا. لينتقل بعدها إلى نادي باير 04 ليفركوزن في موسم 1996–97 ليلعب معه خمسة مواسم، مشاركًا في 127 مباراة سجل خلالها هدفًا واحدًا أيضًا. ثم انتقل إلى نادي بايرن ميونخ في موسم 2001–02 ليلعب معه أربعة مواسم، مشاركًا في 94 مباراة ولم يسجل أي هدف. هذا وانتقل لاحقًا إلى نادي يوفنتوس في موسم 2005–06 ولمدة موسمين، مشاركًا في 35 مباراة سجل خلالها هدفًا واحدًا. ثم انتقل بعدها إلى نادي بوروسيا دورتموند في موسم 2007–08 ولمدة موسمين، مشاركًا في 26 مباراة ولم يسجل أي هدف. ليعود وينتقل من جديد، لكن هذه المرة إلى نادي دينامو زغرب في موسم 2008–09 ولمدة موسمين، مشاركًا في 26 مباراة ولم يسجل أي هدف أيضًا.

## روابط خارجية
- روبرت كوفاتش على موقع الاتحاد الدولي (مؤرشف)  (الإنجليزية)
- روبرت كوفاتش على موقع الاتحاد الأوربي (الإنجليزية)
- روبرت كوفاتش على موقع اتحاد كرواتيا (الكرواتية)
- روبرت كوفاتش على موقع قاعدة بيانات كرة القدم.إي يو (الإنجليزية)
- روبرت كوفاتش على موقع بيانات كرة القدم. دي إي (الألمانية)
- روبرت كوفاتش على موقع ناشيونال فوتبول تيمز (الإنجليزية)
- روبرت كوفاتش على موقع Soccerway.com (الإنجليزية)
- روبرت كوفاتش على موقع عالم كرة القدم.نت (الإنجليزية)
- روبرت كوفاتش على موقع كووورة